# Stadion im. Ernesta Pohla
Stadion im. Ernesta Pohla w Zabrzu (nazwa marketingowa Arena Zabrze) – stadion piłkarski znajdujący się w Zabrzu przy ulicy Roosevelta 81. Od lipca 2025 obiekt posiada 28 236 miejsc siedzących, a docelowo ma mieć ich 31 871. Wymiary boiska to 105 x 68 metrów. Drugi co do wielkości obiekt w województwie śląskim, zaraz po Stadionie Śląskim.

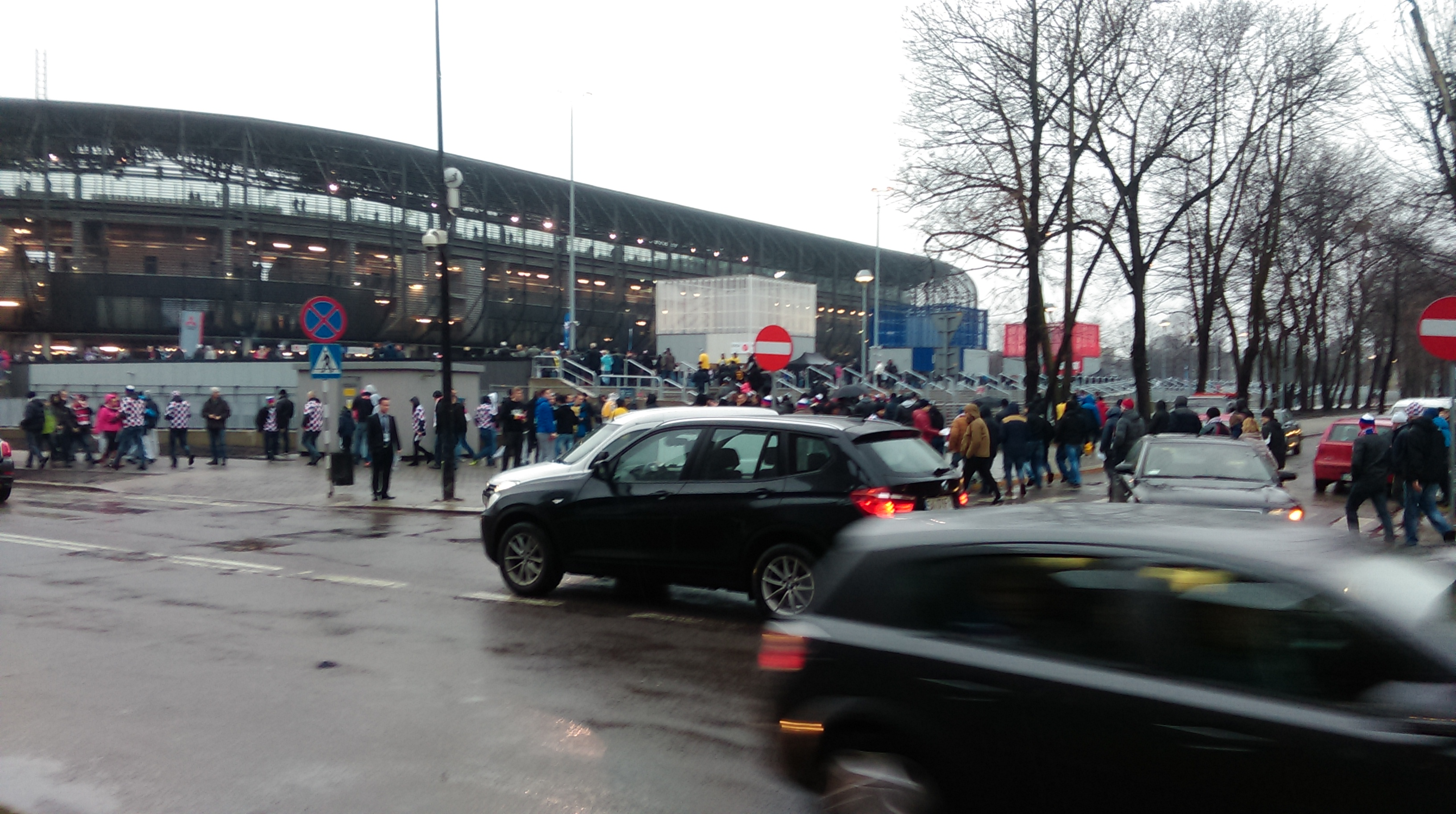
Stadion Górnika Zabrze od strony kościoła Świętego Józefa

## Historia

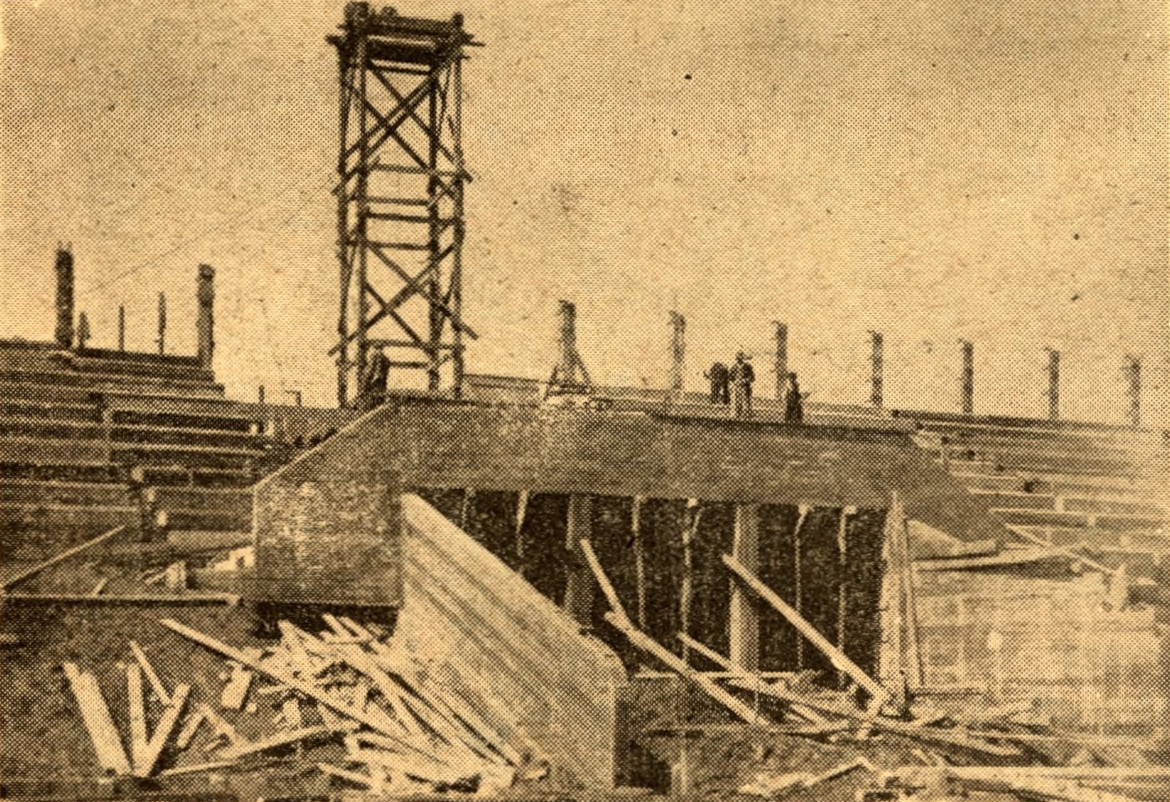
Stadion w trakcie rozbudowy o trybunę główną we wrześniu 1935 roku

Stadion został otwarty 2 września 1934. Pierwsze ważne zawody rozegrano na stadionie 24 marca 1935 podczas meczu reprezentacji niemieckiej i polskiej części Śląska. Na widowni wówczas zasiadło około 7 000 widzów. W 1945 Zabrze przyłączono do Polski, na stadionie stacjonowały radzieckie wojska niszcząc jego murawę. Stadion pozostał własnością miasta, które wkrótce wydzierżawiło go nowo powstałemu KS Zabrze. Pod koniec lat 50. stadion rozbudowano. Mieścił on wtedy około 35 000 widzów. Na przełomie lat 60. i 70. XX wieku zainstalowano sztuczne oświetlenie. Jesienią 1988 oddano do użytku dużą tablicę świetlną. 17 października 1984 po raz pierwszy na stadionie gościła reprezentacja Polski podczas meczu Polska-Grecja w eliminacjach MŚ.

### Nazwa stadionu
Z okazji otwarcia stadionu Helmuth Brückner, nadprezydent prowincji Górny Śląsk nadał mu nazwę Adolf Hitler Kampfbahn. Choć po 1946 roku nazwa ta nie była już używana, nadal figurowała w oficjalnych dokumentach. W 1995, po śmierci Ernesta Pohla, pojawiła się propozycja nazwania stadionu jego imieniem. Uchwałą Nr XXIV/251/04 Rady Miejskiej w Zabrzu z dnia 05.IV.2004 roku, na cześć słynnego gracza Górnika Zabrze, nazwano go Stadionem im. Ernesta Pohla.

## Obecny stadion
Nowy stadion, który powstał w miejscu obiektu z 1934 roku, docelowo będzie posiadał 31 871 zadaszonych miejsc siedzących. Budowa stadionu odbywa się etapami. W pierwszym etapie powstały 3 trybuny o łącznej pojemność około 24 563 widzów. Umowa z pierwszym wykonawcą tego etapu - spółką Polimex-Mostostal S.A. - została podpisana w dniu 24 sierpnia 2011, a przewidywany czas realizacji tego przedsięwzięcia szacowano na 20 miesięcy. Ostatecznie ten etap budowy został dokończony przez innych wykonawców. W lutym 2016 roku obiekt został dopuszczony do użytkowania z pojemnością 24 563 miejsc, zapleczem gastronomicznym i sanitarnym, klubem biznesowym i lożami VIP oraz niezbędnymi pomieszczeniami techniczno-magazynowymi. W lipcu 2025 została otwarta część czwartej trybuny (bez lóż VIP), dzięki czemu pojemność wzrosła do 28 236 miejsc.

## Przebudowa stadionu

### Prace projektowe
W celu realizacji przebudowy stadionu, pod koniec 2007 miasto powołało do życia spółkę pod nazwą Stadion w Zabrzu. W 2008 wybrano koncepcję architektoniczną, a w 2009 zlecono realizację projektu budowlanego. 23 kwietnia 2010 spółka otrzymała wstępną dokumentację projektową, a 15 lipca 2010 wystąpiła z wnioskiem o pozwolenie na budowę, które uzyskała 19 listopada 2010.

### Pierwszy etap przebudowy
15 marca 2011 ogłoszono przetarg na pierwszy etap inwestycji, obejmujący przebudowę trybun od strony północnej, wschodniej i południowej. Umowę o wartości 192,5 mln zł. podpisano z wykonawcą Polimex-Mostostal. Umowę na budowę podpisano 24 sierpnia 2011. Termin zakończenia prac wyznaczono na kwiecień 2013.

### Zerwanie umowy z pierwszym wykonawcą
8 września 2011 przekazano wykonawcy teren budowy. Polimex-Mostostal z czasem popadł w kłopoty i miał problem z planowym zakończeniem inwestycji. Termin ukończenia przesunięto na listopad 2013, a gdy i ten nie został dotrzymany, spółka Stadion w Zabrzu zdecydowała o odsunięciu przedsiębiorstwa od zadania.

### Kolejne przetargi
Po zejściu Polimeksu-Mostostalu z placu budowy, spółka Stadion w Zabrzu przeprowadziła inwentaryzację i postanowiła wziąć na siebie odpowiedzialność za dokończenie prac, od marca 2014 ogłaszając przetargi na poszczególne etapy dalszych robót. Budowa znacząco przedłużyła się jednak w czasie w stosunku do pierwotnych założeń.
Przez cały czas trwania przebudowy stadion nie był wyłączony z użytkowania, a Górnik Zabrze nadal rozgrywał na nim swoje spotkania w Ekstraklasie. Pojemność stadionu została obniżona do poziomu około 3000 widzów, którzy zasiadali na (jedynej nierozebranej) trybunie głównej po stronie zachodniej, oddanej do użytku jesienią 1935 (rok po otwarciu stadionu). W sierpniu 2015 kibicom udostępniono dodatkowe miejsca na dolnej kondygnacji nowej trybuny za południową bramką, a w październiku 2015 analogiczne miejsca po przeciwnej stronie.

### Otwarcie stadionu
21 lutego 2016 po raz pierwszy w pełni udostępniono kibicom nowe trybuny, a na Wielkie Derby Śląska pomiędzy Górnikiem i Ruchem Chorzów (0:2) przyszedł komplet publiczności w liczbie 24 563 widzów. Prace nad zakończeniem pierwszego etapu budowy trwały jeszcze do czerwca 2016. Po otwarciu nowych trybun, starą trybunę zachodnią przeznaczono na użytek dziennikarzy relacjonujących boiskowe wydarzenia. W ramach I etapu wykonano też promenadę wejściową po stronie wschodniej wraz ze znajdującym się pod nią podziemnym parkingiem.

### Czwarta trybuna
Zgodnie z uchwałą o zmianie Wieloletniej Prognozy Finansowej miasta Zabrze na lata 2022-2048 na budowę nowej trybuny stadionu Górnika Zabrze zostaną przeznaczone 143 mln zł. Kredyt ma zostać spłacony do 2032 roku. Realizacja inwestycji ma się zakończyć w 2025.

## Mecze reprezentacji Polski
| Nr | Rodzaj spotkania | Data spotkania       | Rywal Polski | Frekwencja | Wynik meczu | Strzelcy bramek dla Polski                                          |
| -- | ---------------- | -------------------- | ------------ | ---------- | ----------- | ------------------------------------------------------------------- |
| 1  | eMŚ'86           | 17 października 1984 | Grecja       |            | 3:1 (0:1)   | Dariusz Dziekanowski 2, Włodzimierz Smolarek                        |
| 2  | eME'88           | 14 października 1987 | Holandia     |            | 0:2 (0:2)   |                                                                     |
| 3  | eME'96           | 16 listopada 1994    | Francja      |            | 0:0 (0:0)   |                                                                     |
| 4  | eME'96           | 25 kwietnia 1995     | Izrael       |            | 4:3 (1:2)   | Piotr Nowak, Andrzej Juskowiak, Wojciech Kowalczyk, Roman Kosecki   |
| 5  | eME'96           | 7 czerwca 1995       | Słowacja     |            | 5:0 (1:0)   | Andrzej Juskowiak 2, Tomasz Wieszczycki, Roman Kosecki, Piotr Nowak |
| 6  | eME'96           | 6 września 1995      | Rumunia      |            | 0:0 (0:0)   |                                                                     |
| 7  | MT               | 4 września 1996      | Niemcy       |            | 0:2 (0:1)   |                                                                     |

mecz towarzyski – MT;
eliminacje Mistrzostw Europy – eME;
eliminacje Mistrzostw Świata – eMŚ